# Національна бібліотека Андорри
Національна бібліотека Андорри (кат. Biblioteca Nacional d'Andorra) — найбільша бібліотека Андорри. Заснована 1930 року, повторне заснування 1974 року. Бібліотека розташована в особняку «Casa Bauró» в столиці Андорри, місті Андорра-ла-Велья. До бібліотеки поступають обов'язкові примірники всіх публікацій в Андоррі, вона також займається питаннями авторського права.

## Історія
Заснована 8 вересня 1930 року з метою організувати бібліотечний абонемент для жителів Андорської долини (los Valles de Andorra). Спершу бібліотека розташовувалася у «залі загублених кроків» (la sala de los pasos perdidos) в урядовому будинку «Casa de la Vall». Бібліотека була заснована з ініціативи Андорського товариства резидентів Барселони (Sociedat Andorrana de Residents a Barcelona) та інших приватних товариств.
1974 року було засновано нову бібліотеку, до якої перейшли 2500 томів з бібліотеки «Casa de la Vall» та книжки, подаровані Каталанською книжковою виставкою й численними видавництвами.
1996 року бібліотека, у зв'язку зі зростанням фондів, переїхала до особняка Casa Bauró.
З 1987 року, окрім завдань національної бібліотеки, Національна бібліотека Андорри виконує функцію агентства з присвоєння ISBN.